# Édouard Nieuport

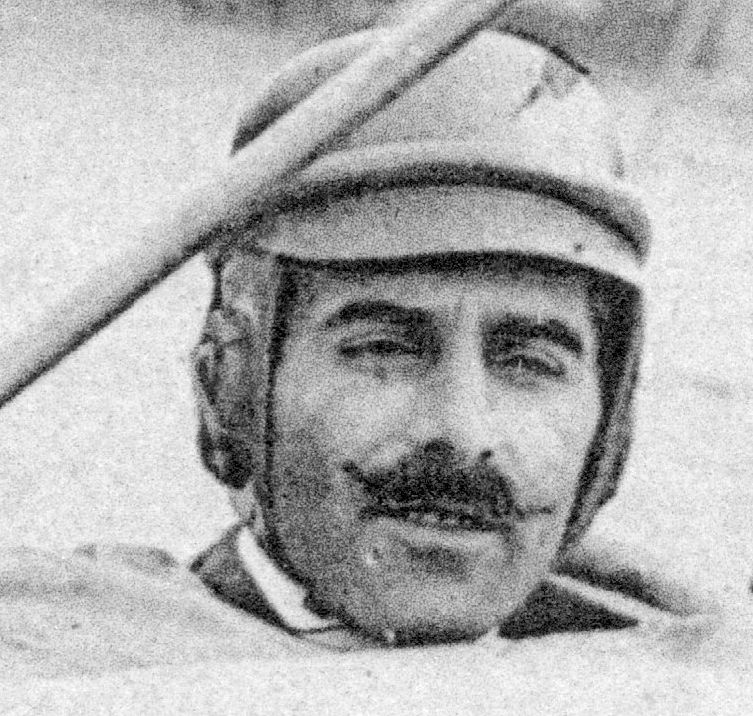
Édouard Nieuport.

Édouard Nieuport, född 24 augusti 1875, död 16 september 1911, var en fransk flygare och flygplanskonstruktör.
Nieuport blev främst känd genom ett 1910 konstruerat monoplan, vars hastighet vida överträffade alla dåtida flygplan. Hans konstruktioner kom även till användning inom svenska flygvapnet. Nieuport var grundare till flygplanstillverkaren med samma namn.